# Wander i galaxen
Wander i galaxen (Originaltitel: Wander Over Yonder) är en amerikansk animerad actionäventyrs-TV-serie som hade premiär den 16 augusti 2013 på Disney XD.